# Lavazza
Lavazza – ufficialmente Luigi Lavazza S.p.A. – è un'azienda italiana produttrice di caffè tostato fondata nel 1895 a Torino da Luigi Lavazza.

## Storia
Il suo fondatore fu Luigi Lavazza, il quale, trasferitosi da Murisengo a Torino, rilevò la Paissa & Olivero, una piccola drogheria nel cuore di Torino. La drogheria, embrione dell'attuale azienda, inizia la sua attività il 24 marzo 1894, anche se la nascita della Lavazza si fa comunemente risalire al 1895.
Attraverso un uso sapiente della miscelazione, arte ancora sconosciuta ai concorrenti (i quali si limitano a vendere caffè in un'unica varietà), la drogheria Lavazza si espande e, necessitando di uno spazio maggiore, si trasferisce nel 1910 in via San Tommaso 10, ove si trova attualmente un bar e un ristorante di proprietà della famiglia.

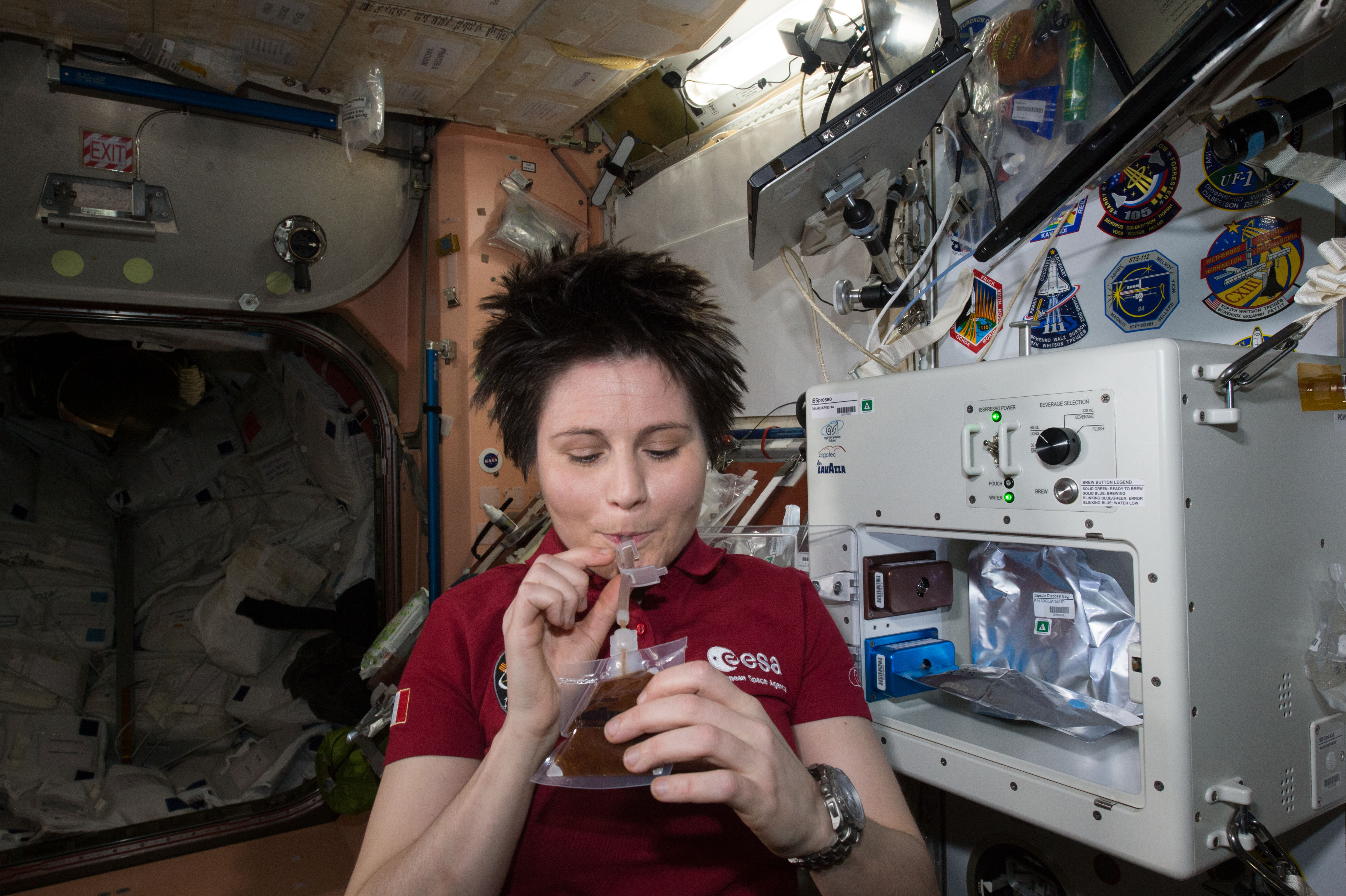
Samantha Cristoforetti e la macchina ISSpresso realizzata da Lavazza per la Stazione spaziale internazionale (2015)

Superando le difficoltà della Grande guerra, Luigi Lavazza, la moglie Emilia e i figli Mario, Pericle e Giuseppe costituiscono la società di fatto Luigi Lavazza, che nel novembre del 1927 diventerà società per azioni con capitale di 1.500.000 lire. A seguito di un'inarrestabile crescita, la ditta si sposta nel 1925 in corso Ponte Mosca 65 (attuale corso Giulio Cesare) .  
Negli anni '30 l'azienda commercializza anche zucchero e soprattutto olio d'oliva (quest'ultimo fino al 1956).
Nel 1957, anche a seguito dei danni subiti dal bombardamento nella seconda guerra mondiale, la ditta si trasferisce nel nuovo stabilimento in corso Novara 59, voluto e realizzato da Mario Lavazza, all'epoca già succeduto al padre Luigi alla guida dell'azienda, su progetto dall'architetto torinese Amedeo Albertini.  Nello stabilimento produttivo, dispiegato su sei piani, viene inaugurato il processo di lavorazione verticale, a caduta, con cui si lavorano oltre 40.000 kg di caffè al giorno. Qui è introdotto il confezionamento sotto vuoto. Sono questi gli anni in cui viene attuata una nuova campagna pubblicitaria, basata su figurine raffiguranti i più svariati avvenimenti legati al caffè ma pure, ad esempio, fatti storici sia italiani sia internazionali. Attualmente le figurine Lavazza sono oggetto di collezionismo, al pari di francobolli e monete. Negli anni seguenti, sotto l'impulso imprenditoriale di Mario Lavazza, inizia la collaborazione pubblicitaria con lo Studio Armando Testa.
Nel 1965 lo stabilimento di  produzione si sposta in strada di Settimo 410 dal 1965, mentre in corso Novara rimangono, fino al 2017, gli uffici direzionali. La fabbrica si estende su 73.000 m², rappresentando il maggior impianto per la torrefazione e la produzione di caffè d’Europa. È sede del “Training Center”, struttura nata nel 1989 come centro di ricerca e sviluppo di nuovi prodotti (epigono del Centro Studi Lavazza fondato nel 1979) in cui confluisce anche la Scuola Bar, dedicata alla formazione. 
Nel 2016 è compagna ufficiale delle Olimpiadi degli scacchi di Baku. Sempre nel 2016 acquisisce dal gruppo Jacobs Douwe Egberts la francese Carte Noire per 700 milioni di euro e la danese Merrild. Nel 2017, proseguendo nella strategia di rafforzarsi in tutti i segmenti del caffè nel mercato di riferimento, rileva Kicking Horse Coffee in Canada, ESP (Espresso Service Proximité) in Francia e l'italiana Nims (società che distribuisce sistemi di caffè in capsule e con cui aveva lanciato il sistema a cialde Lavazza Blue). Nel luglio 2018 acquisisce Blue Pod Coffee in Australia e in ottobre l'americana Mars Drinks.
Nel 2018 avviene l'ultimo cambio di indirizzo: viene creato un grande centro direzionale - la Nuvola Lavazza, progettato da Cino Zucchi e costruito nel quartiere di Borgo Aurora in Torino tra via Bologna, largo Brescia, corso Palermo e via Ancona recuperando una vecchia centrale elettrica ENEL. Oltre agli uffici nel centro direzionale è anche presente il Museo Lavazza dedicato alla storia della ditta e del caffè.

## Dati economici

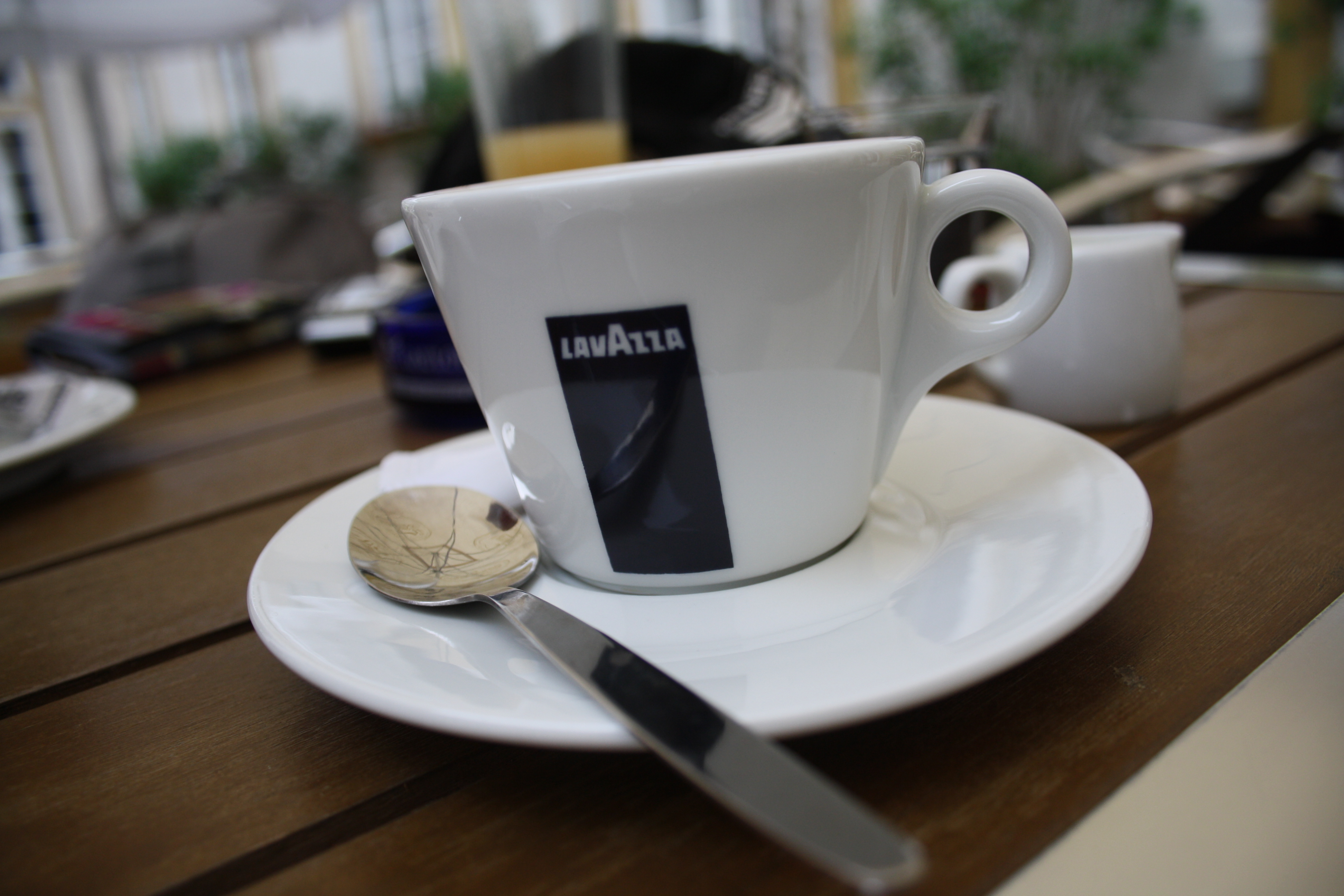
Una tazzina Lavazza (2009) design Claudio Caramel (1996)

La "Luigi Lavazza S.p.A." è un'azienda con circa duemilasettecento dipendenti nel 2009, diventati 4 mila nel 2017 in seguito alle varie acquisizioni. I dipendenti sono distribuiti in diverse sedi di via Bologna a Torino, nello stabilimento di strada Settimo (a Settimo Torinese, Torino) e negli stabilimenti controllati dalle consociate estere. In via Bologna angolo corso Palermo, nel quartiere Aurora di Torino è stato inaugurato nel 2018 il nuovo Centro Direzionale Lavazza denominato "Nuvola".
Nel 2015 la società ha registrato ricavi per 1,4 miliardi di euro, mentre l'anno successivo i ricavi raggiungono 1,9 miliardi con un utile di 82,2 milioni. Nel 2017 i ricavi hanno toccato i 2 miliardi con un aumento del 6,3%, l'Ebitda è a 200,8 milioni (+12,5%), l'Ebit a 67 milioni (+8,5%), l'utile è di 44,7 milioni. L'export incide per il 63%.

## Prodotti e attività
Attualmente l'attività della Lavazza si concentra su tre filoni principali:
- i prodotti per il consumo in casa (miscele e sistemi espresso);
- i prodotti per il consumo fuori casa (miscele professionali, sistemi espresso, distributori automatici);
- coffee shops con i marchi Espression e Il Caffè di Roma

Inoltre con l'acquisizione del marchio Eraclea l'azienda oggi distribuisce anche prodotti non strettamente legati al caffè (tè, cioccolate, preparati vari).

## Sedi e stabilimenti
La Luigi Lavazza S.p.A. è presente in oltre 90 Paesi con più di 20 sedi e stabilimenti in Italia e nel resto del mondo. A Torino, in via Bologna è stata inaugurata nel 2018 la Nuvola, il nuovo centro direzionale Lavazza con annesso museo aziendale; il progetto è opera di Cino Zucchi Architetti ed è al centro della qualificazione del quartiere Aurora. Oltre a Torino, Luigi Lavazza S.p.A. possiede altre 12 sedi europee ed è presente anche negli Stati Uniti, in Australia, Sud America, India (con due sedi) e Marocco.
A Torino si trova il primo storico impianto produttivo; in Italia stabilimenti Lavazza sono presenti anche a Gattinara, dove vengono prodotte le capsule Lavazza A Modo Mio, Lavazza Espresso Point e Lavazza Blue e a Pozzilli, nel cui impianto viene prodotto il caffè decaffeinato destinato alla distribuzione mondiale. Altri impianti produttivi si trovano in Francia, India e Brasile.

## Campagne pubblicitarie
In Italia, testimoni della Lavazza Caffè, e protagonisti di un fortunato Carosello degli anni sessanta e settanta erano stati due personaggi dei cartoons adatti agli adulti come ai più piccoli — ideati dal grafico pubblicitario Armando Testa —. Raffiguravano Caballero e Carmencita, quest'ultima dolce figura di donna messicana invitata nello spot pubblicitario in bianco e nero a chiudere il gas e a fuggire, senza indugio e a discapito di un terzo incomodo, con il coraggioso spasimante. Vi era inoltre il personaggio di Paulista, che dà il nome ad uno dei diversi tipi di caffè prodotti dall'azienda. Dal personaggio di Carmencita è poi stata disegnata un'omonima caffettiera.

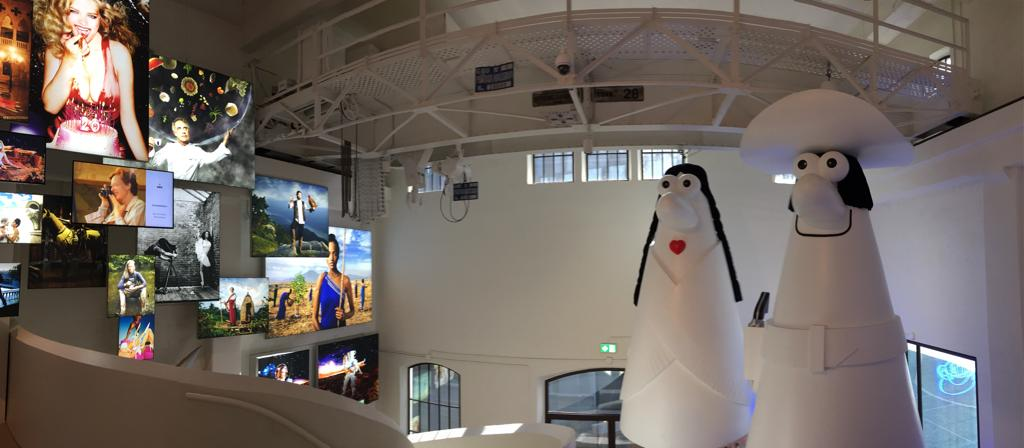
Carmencita e Caballero nel Museo Lavazza a Torino (2019)

Negli anni settanta e ottanta il compito di testimone pubblicitario è stato poi assunto da Nino Manfredi che, grazie a decine di fortunati spot, lanciò i motti "Più lo mandi giù e più ti tira su" e "Il caffè è un piacere, se non è buono che piacere è?". L'attore romano, però, non è stato testimone di tutti i prodotti della gamma Lavazza: il caffè Paulista ad esempio era pubblicizzato dalla coppia Raimondo Vianello e Sandra Mondaini, mentre Lavazza Dek (decaffeinato) nel 1988 mostrava una coppia sulla superficie di un cuore, allora presente anche sulle confezioni del prodotto.
Nel 1994, con l'abbandono da parte di Manfredi, vennero utilizzati come testimoni noti personaggi come Monica Vitti, Giorgio Forattini, Bud Spencer e Luciano Pavarotti. Già verso la fine dell'anno, però, questi sono stati soppiantanti da una nuova presenza, la signora Emma Coriandoli, le cui battute ricorrenti mettevano in evidenza il rapporto di invidia e contrasti con la sua cognata Camilla.
Dal 1995, per le proprie campagne pubblicitarie la Lavazza si è appoggiata ad un formato pubblicitario (denominato Campagna Paradiso), la cui regia è stata spesso affidata a Daniele Luchetti. I primi testimoni della campagna sono stati Tullio Solenghi dal 1995 al 1999 e Riccardo Garrone, quest'ultimo nel ruolo di san Pietro. Successivamente, nel 1999, a Tullio Solenghi sono subentrati Paolo Bonolis e Luca Laurenti. In due filmati del 2004 e del 2005 compare anche Laura Chiatti. Nel 2010 hanno preso parte alla campagna pubblicitaria Julia Roberts e Paolo Ruffini assieme alla coppia Bonolis-Laurenti. Nel febbraio 2012 il duo Bonolis-Laurenti viene sostituito da Enrico Brignano. Dal 23 novembre 2014 Riccardo Garrone viene sostituito nel ruolo di san Pietro da Tullio Solenghi, di ritorno dopo quasi 20 anni. Dal 2016 al 2018 sia San Pietro che tutti gli altri personaggi vengono interpretati da Maurizio Crozza.
Nel 2005 i personaggi di Caballero e Carmencita sono tornati sullo schermo per una miniserie su Italia 1. All'estero le campagne pubblicitarie Lavazza si sono distinte invece per la scelta di utilizzare fotografie d'autore. Jean-Baptiste Mondino, David LaChapelle, Helmut Newton, Albert Watson e Annie Leibovitz sono solo alcuni dei grandi artisti che hanno firmato le campagne internazionali del marchio torinese. Gli stessi sono anche i fotografi delle diverse edizioni del calendario Lavazza.
Dal Campionato mondiale di Formula 1 2020 diventa partner della Williams F1.
Nel maggio 2020, viene trasmessa una nuova pubblicità Lavazza, incentrata su un pensiero globalista, dipingendo una società ideale multiculturale con stereotipi che hanno attirato forti critiche in ambito sociale, il tutto basato su un discorso del celebre comico Charlie Chaplin.